# 松田直樹 (ボクサー)
松田 直樹（まつだ なおき、1976年6月29日 - ）は、日本のプロボクサー。神奈川県小田原市出身。第55代日本フェザー級王者。第40代OPBF東洋太平洋フェザー級王者。コーエイ工業小田原ボクシングジム所属選手としてプロデビュー、2007年3月より帝拳ボクシングジム所属。

## 来歴
地元のコーエイ工業小田原ジムに入門し、湯河原高等学校3年在学中の17歳でプロデビュー。1994年4月8日、ライトフライ級で入谷俊を4R判定で下しデビュー戦を飾る。続く2試合も白星を重ね、3連勝となった。同年11月4日、東日本ライトフライ級新人王準決勝で今井甲治に敗れ、初黒星を喫した。決勝戦では同門コーエイ工業小田原の篠崎宏樹が勝利、東日本新人王となった。この後フライ級に階級を上げ、3連勝を収めた。
1995年12月16日、東日本フライ級新人王決勝を川上勝幸と争うも6R判定で敗退した。この後スーパーフライ級に階級を上げ、3連勝を収めた。1997年8月19日、バンタム級に階級を上げての初戦で村越裕昭に6RTKOで敗退、初のKO負けとなった。その後矢原隆史、1度敗れている川上と判定負けを重ね、3連敗となった。1999年8月7日、清水ケン太と対戦し4R負傷判定引分となり、連敗をストップさせた。同年12月4日、中島吉謙との試合でも8R判定引分となったが、その後4連勝を収めた。2001年4月8日、石川浩久に6RKO負けを喫し、同年8月27日、土屋治紀に4RTKO勝利を収めた。2002年1月5日、森下哲哉に8R判定で敗れた。この年は4月14日、スーパーバンタム級に階級を上げての初戦を以前引き分けた清水ケン太と行うも4R負傷判定引分に終わり、8月3日には坂本健二との対戦に8R判定勝ちを収めた。
2005年11月19日、B:Tight!スーパーバンタム級決勝は親友の関口幸生との試合で、4R判定勝ちとなり優勝を果たした。2006年4月30日、チェン・ペットジンダーに10R判定勝ちし連勝数を伸ばすと同時に念願の日本ランキングに8位でランクインした。同年9月9日、平野博規を8R判定で下した。
2007年、帝拳ボクシングジムに移籍。その数年前から上京しており練習も帝拳ジムで行っていた。2006年5月にはロサンゼルス開催の稲田千賢 vs. ホセ・アルマンド・サンタクルスを観戦し、米国在住の兄の元に約1か月滞在してワイルドカードジムなどを訪ね、ボビー・パッキャオらとスパーリングをした。

### メキシコ遠征
2007年3月31日、フェザー級に階級を上げメキシコカンクンにて、越本隆志を倒した前WBC世界フェザー級王者で当時WBC3位だったルディ・ロペス（メキシコ）を5RKOで破る番狂わせを演じ注目を集めた。この試合は4月30日のWOWOW「エキサイトマッチ〜世界プロボクシング」でも取り上げられた。
2007年12月15日、一試合を挟んでメキシコカンクンにてルディ・ロペスと再戦。この試合はWBC世界フェザー級挑戦者決定戦と位置付けられ、左目上のカットにより一時的に8RTKO勝ちと発表されたものの結果的に無効試合となり、2002年8月3日坂本健二戦からの15連勝がストップとなった。
2008年5月31日、メキシコチェトゥマルで行われたグティ・エスパダス・ジュニア（メキシコ）とのWBC世界フェザー級挑戦者決定戦では1Rと2Rにフラッシュダウンを喫し、ノーダメージをアピールしたが早目のストップにより2RTKO負けとなった。

### 日本王座獲得
2008年10月4日、同門の粟生隆寛が世界挑戦のため返上し空位となった日本フェザー級王座決定戦に出場。日本国内では1年3か月ぶりとなるリングで澤永真佐樹に5RTKO勝利を収め、念願の初タイトルを奪取した。
2009年2月21日、1位の梅津宏治を迎えての初防衛戦では、97-94、95-96、96-96という1-1の引分判定で王座を守った。3月7日深夜のダイナミックグローブ最終回では、この試合も一部放送された。
2009年6月6日、5位の上野則之を迎えての2度目の防衛戦では2Rにフラッシュダウンを喫したが3Rから挽回。上野はおびただしい鼻出血にも動じず反撃したものの徐々にダメージを重ね、最終10Rに松田のTKO勝利となった。
2009年11月7日、1位の梅津と再戦し、3-0（99-93、98-92、97-93）の判定勝利で3度目の防衛に成功した。松田はこの試合に対し、東日本ボクシング協会の平成21年11月度月間最優秀選手賞を受けた。OPBF獲得を目論み、この王座は同年12月に返上した。

### 東洋太平洋王座獲得
2010年3月6日、WBC世界フェザー級13位として、フィリピンフェザー級王者でOPBF同級1位のビンビン・ルフィーノと空位のOPBF東洋太平洋フェザー級王座を争い、ダウンを先取されながら3度のダウンを奪い返し、2-1（114-111、114-112、111-114）の判定勝利で同王座を獲得した。
2010年7月3日、WBA世界フェザー級11位・WBC同9位のOPBF王者として、OPBF5位で韓国同級王者の蘇晶錫と対戦し、3-0の判定勝利で初防衛に成功した。この1週間前には疲労性の腰痛を起こしていた。
2010年11月6日、2度目の防衛戦でOPBF11位のジョネル・アリビオと対戦し、1Rに偶然のバッティングで左眉が割れて2Rにはダウンを奪われる苦しい展開の中、3Rにはダウンを奪い返してペースを握り返してきて迎えた6Rにアリビオのカウンターを受けてダウンしたところでタオルが投入されTKO負けとなり、2度目の防衛に失敗し王座から陥落した。
2011年12月4日、王座返り咲きを目指しOPBF東洋太平洋フェザー級チャンピオンの大沢宏晋に挑戦1回に大沢のワンツーで松田が右まぶたをカット、8回途中、出血がひどくなり、レフェリーが試合をストップした。8回1分42秒のTKO負け
この試合を最後に2012年3月17日、自身のブログで現役引退を発表した。

### 引退後
2015年5月3日に生まれ故郷である小田原市の小田原駅東口駅前ビル5Fに、ボクササイズフィットネスジム「ambio(アンビオ)」をオープンさせた。
将来のJBC加入を見据え公式サイズのリングを備えつつ、ヨガやピラティス、アルファビクスなどのレッスンを行うなど幅広い目的、年齢のユーザに対応できるジム運営を行っている。

### エピソード
同姓同名で、同い年という共通点がある人物に、サッカー元日本代表の松田直樹選手がいる。共通の知り合いである、ジャーナリストの二宮寿朗を通じて、いつか会ってみたい、対談をしたいと二人は語っていたが、彼が練習中、急性心筋梗塞で倒れ意識不明の重体になった時も、自分のブログで回復を祈る内容を綴り、懸命の治療の甲斐なく急逝した際も、哀悼の意を表するコメントをブログで綴っていた。
同年10月に、群馬県にある松田選手の実家を二宮と共に訪れ、松田選手の実母から「もうひとりの直樹さんも応援しなくちゃ」という言葉をいただいた。
その際、松田選手が現役時代に使っていたユニホームを実母から譲り受けた。

## 戦績
プロボクシング：48戦33勝 (13KO) 10敗 (5KO) 4分1無効試合
| 戦           | 日付           | 勝敗 | 時間     | 内容     | 対戦相手                            | 国籍       | 備考                                               |
| ------------ | -------------- | ---- | -------- | -------- | ----------------------------------- | ---------- | -------------------------------------------------- |
| 1            | 1994年4月8日   | 勝利 | 4R       | 判定     | 入谷俊 （ファイティング原田）       | 日本       | プロデビュー戦                                     |
| 2            | 1994年7月12日  | 勝利 | 4R       | 判定     | 流山拳児 （北澤）                   | 日本       |                                                    |
| 3            | 1994年9月30日  | 勝利 | 2R 2:04  | KO       | 尾下正伸 （東拳）                   | 日本       |                                                    |
| 4            | 1994年11月4日  | 敗北 | 4R       | 判定     | 今井甲治 （新開）                   | 日本       | 第51回東日本ライトフライ級新人王トーナメント準決勝 |
| 5            | 1995年3月30日  | 勝利 | 4R       | 判定     | 木村篤史 （輪島スポーツ）           | 日本       |                                                    |
| 6            | 1995年6月7日   | 勝利 | 1R 0:55  | KO       | 神山健太郎 （笹崎）                 | 日本       |                                                    |
| 7            | 1995年10月30日 | 勝利 | 4R       | 判定     | 東海林義和 （協栄）                 | 日本       |                                                    |
| 8            | 1995年12月16日 | 敗北 | 6R       | 判定     | 川上勝幸 （草加有沢）               | 日本       | 第52回東日本フライ級新人王トーナメント 決勝戦      |
| 9            | 1996年5月18日  | 勝利 | 6R       | 判定     | 誠士郎 （全日本パブリック）         | 日本       |                                                    |
| 10           | 1996年11月11日 | 勝利 | 1R 1:58  | KO       | 佐久間博 （新日本木村）             | 日本       |                                                    |
| 11           | 1997年4月13日  | 勝利 | 2R 1:02  | KO       | 中大谷隆 （平石）                   | 日本       |                                                    |
| 12           | 1997年8月19日  | 敗北 | 6R 1:09  | TKO      | 村越裕昭 （三津山）                 | 日本       |                                                    |
| 13           | 1998年4月5日   | 敗北 | 10R      | 判定     | 矢原隆史 （北澤）                   | 日本       |                                                    |
| 14           | 1998年8月18日  | 敗北 | 8R       | 判定     | 川上勝幸 （トクホン真闘）           | 日本       |                                                    |
| 15           | 1999年8月7日   | 引分 | 8R       | 判定     | 清水ケン太 （松田）                 | 日本       |                                                    |
| 16           | 1999年12月4日  | 引分 | 8R       | 判定     | 中島吉謙 （角海老宝石）             | 日本       |                                                    |
| 17           | 2000年4月9日   | 勝利 | 2R 1:48  | KO       | 西口孝義 （岐阜ヨコゼキ）           | 日本       |                                                    |
| 18           | 2000年7月1日   | 勝利 | 8R       | 判定     | 松原美樹 （横浜光）                 | 日本       |                                                    |
| 19           | 2000年9月15日  | 勝利 | 8R       | 判定     | 橋口昌彦 （宮崎ワールド）           | 日本       |                                                    |
| 20           | 2001年1月20日  | 勝利 | 2R 2:14  | KO       | タオソン・シスソバ                  | タイ       |                                                    |
| 21           | 2001年4月8日   | 敗北 | 6R 2:35  | KO       | 石川浩久 （国分寺サイトー）         | 日本       |                                                    |
| 22           | 2001年8月27日  | 勝利 | 4R 1:59  | TKO      | 土屋治紀 （大橋）                   | 日本       |                                                    |
| 23           | 2002年1月5日   | 敗北 | 8R       | 判定1-2  | 森下哲哉 （岡崎）                   | 日本       |                                                    |
| 24           | 2002年4月14日  | 引分 | 4R 1:37  | 負傷判定 | 清水ケン太 （松田）                 | 日本       |                                                    |
| 25           | 2002年8月3日   | 勝利 | 8R       | 判定3-0  | 坂本健二 （とよはしスポーツ）       | 日本       |                                                    |
| 26           | 2002年12月5日  | 勝利 | 8R       | 判定3-0  | 八重樫拓 （国際）                   | 日本       |                                                    |
| 27           | 2003年4月20日  | 勝利 | 8R       | 判定3-0  | 坪井雄吾 （岡崎）                   | 日本       |                                                    |
| 28           | 2003年10月18日 | 勝利 | 5R 0:33  | TKO      | 土屋治紀 （大橋）                   | 日本       |                                                    |
| 29           | 2004年4月3日   | 勝利 | 8R       | 判定2-1  | サラゴサ上間 （沖縄ワールドリング） | 日本       |                                                    |
| 30           | 2004年6月6日   | 勝利 | 8R 0:53  | TKO      | 竹本路彰 （三津山）                 | 日本       |                                                    |
| 31           | 2004年12月18日 | 勝利 | 8R       | 判定3-0  | 竹下隆之 （角海老宝石）             | 日本       |                                                    |
| 32           | 2005年5月7日   | 勝利 | 4R       | 判定3-0  | 石田高士 （斉田）                   | 日本       |                                                    |
| 33           | 2005年8月20日  | 勝利 | 4R       | 判定3-0  | 額賀勇二 （鹿島灘）                 | 日本       |                                                    |
| 34           | 2005年11月19日 | 勝利 | 4R       | 判定2-1  | 関口幸生 （帝拳）                   | 日本       | B:Tight!スーパーバンタム級決勝                     |
| 35           | 2006年4月30日  | 勝利 | 10R      | 判定2-1  | チェン・ペットジンダー              | タイ       |                                                    |
| 36           | 2006年9月9日   | 勝利 | 8R       | 判定3-0  | 平野博規 （角海老宝石）             | 日本       |                                                    |
| 37           | 2007年3月31日  | 勝利 | 5R 1:23  | KO       | ルディ・ロペス                      | メキシコ   |                                                    |
| 38           | 2007年7月7日   | 勝利 | 1R 2:20  | TKO      | スラチャイ・スーンギラーノーイナイ  | タイ       |                                                    |
| 39           | 2007年12月15日 | -    | 8R 3:00  | 無効試合 | ルディ・ロペス                      | メキシコ   | WBC世界フェザー級挑戦者決定戦                      |
| 40           | 2008年5月31日  | 敗北 | 2R 1:06  | TKO      | グティ・エスパダス・ジュニア        | メキシコ   | WBC世界フェザー級挑戦者決定戦                      |
| 41           | 2008年10月4日  | 勝利 | 5R 1:20  | TKO      | 澤永真佐樹 （赤城）                 | 日本       | 日本フェザー級王座決定戦                           |
| 42           | 2009年2月21日  | 引分 | 10R      | 判定1-1  | 梅津宏治 （ワタナベ）               | 日本       | 日本王座防衛1                                      |
| 43           | 2009年6月6日   | 勝利 | 10R 2:08 | TKO      | 上野則之 （ワタナベ）               | 日本       | 日本王座防衛2                                      |
| 44           | 2009年11月7日  | 勝利 | 10R      | 判定3-0  | 梅津宏治 （ワタナベ）               | 日本       | 日本王座防衛3                                      |
| 45           | 2010年3月6日   | 勝利 | 12R      | 判定2-1  | ビンビン・ルフィーノ                | フィリピン | OPBF東洋太平洋フェザー級王座決定戦                 |
| 46           | 2010年7月3日   | 勝利 | 12R      | 判定3-0  | 蘇晶錫                              | 韓国       | OPBF防衛1                                          |
| 47           | 2010年11月6日  | 敗北 | 6R 0:55  | TKO      | ジョネル・アリビオ                  | フィリピン | OPBF王座陥落                                       |
| 48           | 2011年12月4日  | 敗北 | 8R 1:42  | TKO      | 大沢宏晋（大星）                    | 日本       | OPBF東洋太平洋フェザー級タイトルマッチ             |
| テンプレート |                |      |          |          |                                     |            |                                                    |

## 獲得タイトル
- 第2回B:Tight!スーパーバンタム級優勝
- 第55代日本フェザー級王座(防衛3=返上)
- 第40代OPBF東洋太平洋フェザー級王座(防衛1=陥落)